# Lucas Firnhaber
Lucas Firnhaber (* 23. April 1997 in Buxtehude) ist ein deutscher Handballspieler. Er steht beim deutschen Drittligisten ASV Hamm-Westfalen unter Vertrag.

## Karriere
Firnhaber hatte beim Buxtehuder SV, dem MTV Braunschweig und Eintracht Hildesheim gespielt, bevor er 2013 in die Jugend des THW Kiel wechselte. Ab Januar 2016 gehörte er  zusammen mit seinem Bruder Sebastian Firnhaber zum erweiterten Kader der Kieler Bundesligamannschaft und spielte gleichzeitig mit einem Zweitspielrecht beim Drittligisten TSV Altenholz. Bei den Profis des THW kam der 2 Meter große Rückraumspieler nur zu einem Einsatz im Viertelfinale des DHB-Pokals 2016/17 beim 29:23-Sieg gegen die TSG Ludwigshafen-Friesenheim.
Zur Saison 2018/19 wechselte Lucas Firnhaber zum Zweitligisten TUSEM Essen, bei dem er einen Zweijahresvertrag unterschrieb. Mit Essen stieg er 2020 in die Bundesliga auf und im Jahr darauf wieder ab. Ab der Spielzeit 2022/23 stand Lucas Firnhaber beim Zweitligisten HSG Nordhorn-Lingen unter Vertrag. Im Sommer 2025 schloss er sich dem Drittligisten ASV Hamm-Westfalen an.